# Kirchenburg Jakobsdorf
Die Kirchenburg Jakobsdorf ist eine von den Siebenbürger Sachsen des Dorfes Jakobsdorf bei Agnetheln (heute Iacobeni) errichtete Wehrkirche in Siebenbürgen (heute in Rumänien) im Schenker Stuhl.

## Kirche
Die Kirche (Hl. Jakobus) entstand im 14. Jahrhundert als gotische Saalkirche mit flach gedecktem Saal und Chor mit 5/8-Schluss. Es existiert ein Sakramentshäuschen aus dem 13. Jahrhundert. Ende des 15. Jahrhunderts wird der Saal mit einem spätgotischen Netzgewölbe ausgerüstet. Um 1500 entsteht im Zuge der Wehrbarmachung ein Wehrturm im Westen. Der Eingang in den Glockenturm erfolgt durch eine Spitzbogentüre aus der Kirche. Eine Stollentreppe in der Turmmauer führt in das tonnengewölbte Obergeschoss. Der Turm besitzt einen Holzwehrgang, überdacht mit einem Pyramidendach. Über der Sakristei wird ein Wehrturm mit fünf Geschossen errichtet. Über der Kirche wird ein vorgekragtes, auf 15 Bögen ruhendes Wehrgeschoss errichtet. Im Dachstuhl des Glockenturms befindet sich eine Inschrift von 1626.

## Ausstattung
1840 wurde eine Trennwand im Altarraum aufgestellt. In der Mitte ist ein Bild der Kreuzabnahme. Im Betsaal des Pfarrhauses befindet sich eine Kreuzigungsdarstellung des alten Altares von 1685. Das auf 1745 datierte Gestühl ist mit Volkskunstmalerei verziert. An drei Seiten des Schiffes befinden sich Emporen mit bemalter Täfelung. Die Kanzel stammt aus dem 16. Jahrhundert. Das Holztaufbecken stammt von 1775.
Im Glockenturm hängen drei Glocken; die große aus dem Jahr 1908, die mittlere und kleine von 1923.

## Die Kirchenburg
Die Kirche wird von einem einfachen polygonalen Bering umgeben. Die Ringmauer weist doppelte Schießlöcher auf. Im Norden steht der Torturm, im Südwesten ein Eckturm mit der Jahreszahl 1547 und gut erhaltener Außenbemalung. Im Nordwesten steht ein befestigtes Fruchthaus, das als Bethaus verwendet wurde. Es besitzt zwei Geschosse mit Schießscharten. Vor dem Torturm ist ein Vorhof. Der Torturm wurde durch ein Fallgitter geschützt.

## Besitzverhältnisse
Kirche und Kirchenburg wurden vom Kirchenbezirk Hermannstadt mit Zustimmung der Heimatortsgemeinschaft an Udo Erlenhardt (er bezeichnet sich selbst als Dornenpriester Don Demidoff) verpachtet. Der Pächter hat ab 2003 ohne Einverständnis des Eigentümers umfangreiche und umstrittene Umbauarbeiten an der Kirche vorgenommen. Fenster und Türen wurden ersetzt, die Kanzel abgetragen, der Boden gefliest und eine Krypta eingebaut. Die Säulen der Empore wurden blau gestrichen und violette Beleuchtung eingebaut. Der ursprüngliche Charakter der ehemals evangelischen Dorfkirche ging verloren. Der Pachtvertrag wurde 2009 verlängert. Am 27. Juni 2011 erlag Udo Erlenhardt (Don Demidoff) 67-jährig in Jakobsdorf einem Herzinfarkt.

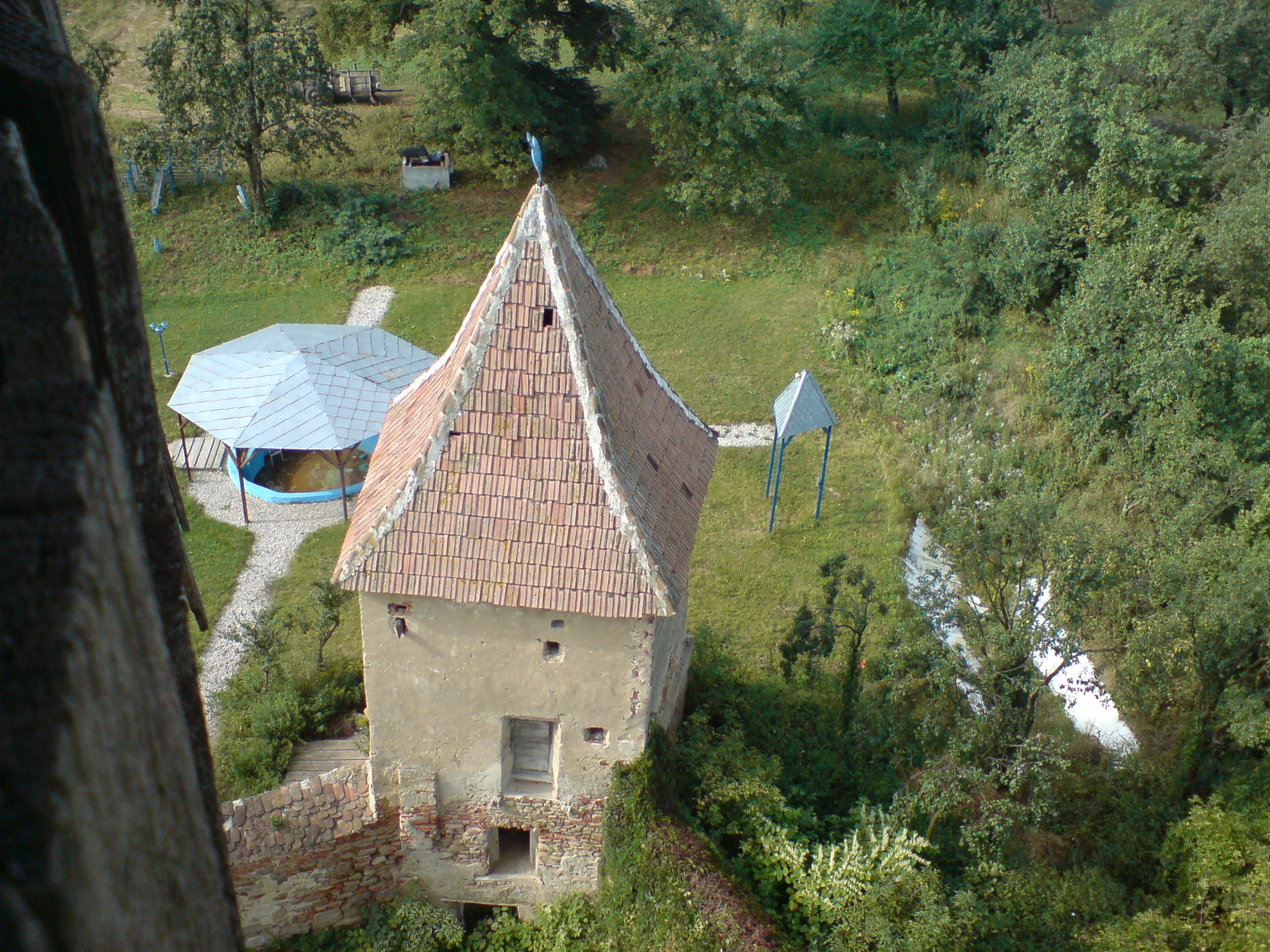
Kirchenburg von Jakobsdorf, Südwestturm (2008)
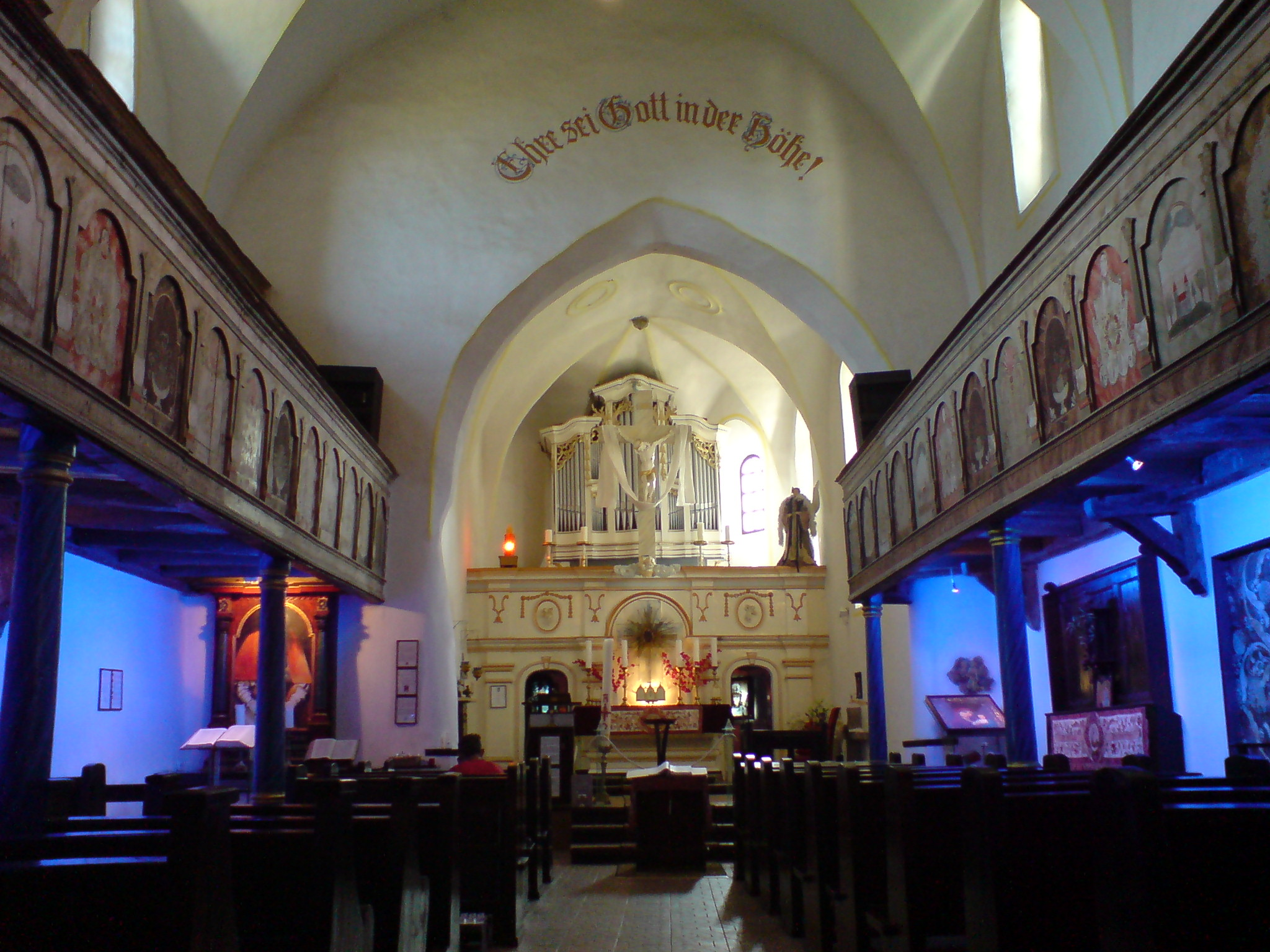
Kirchenburg von Jakobsdorf, Chor nach Verpachtung der Kirchenburg (2008)
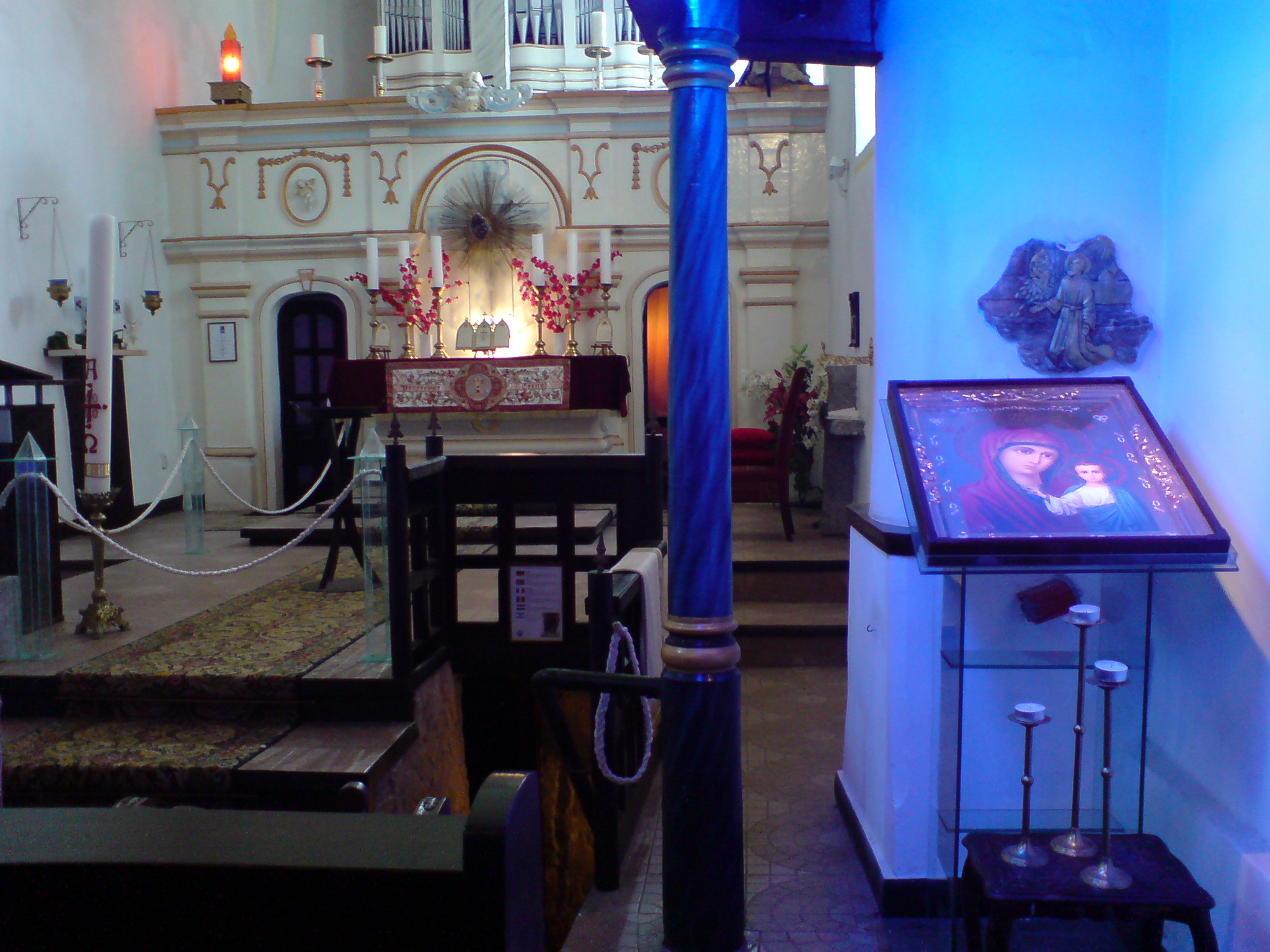
Kirchenburg von Jakobsdorf, Eingang zu der vom Pächter eingebauten Krypta (2008)
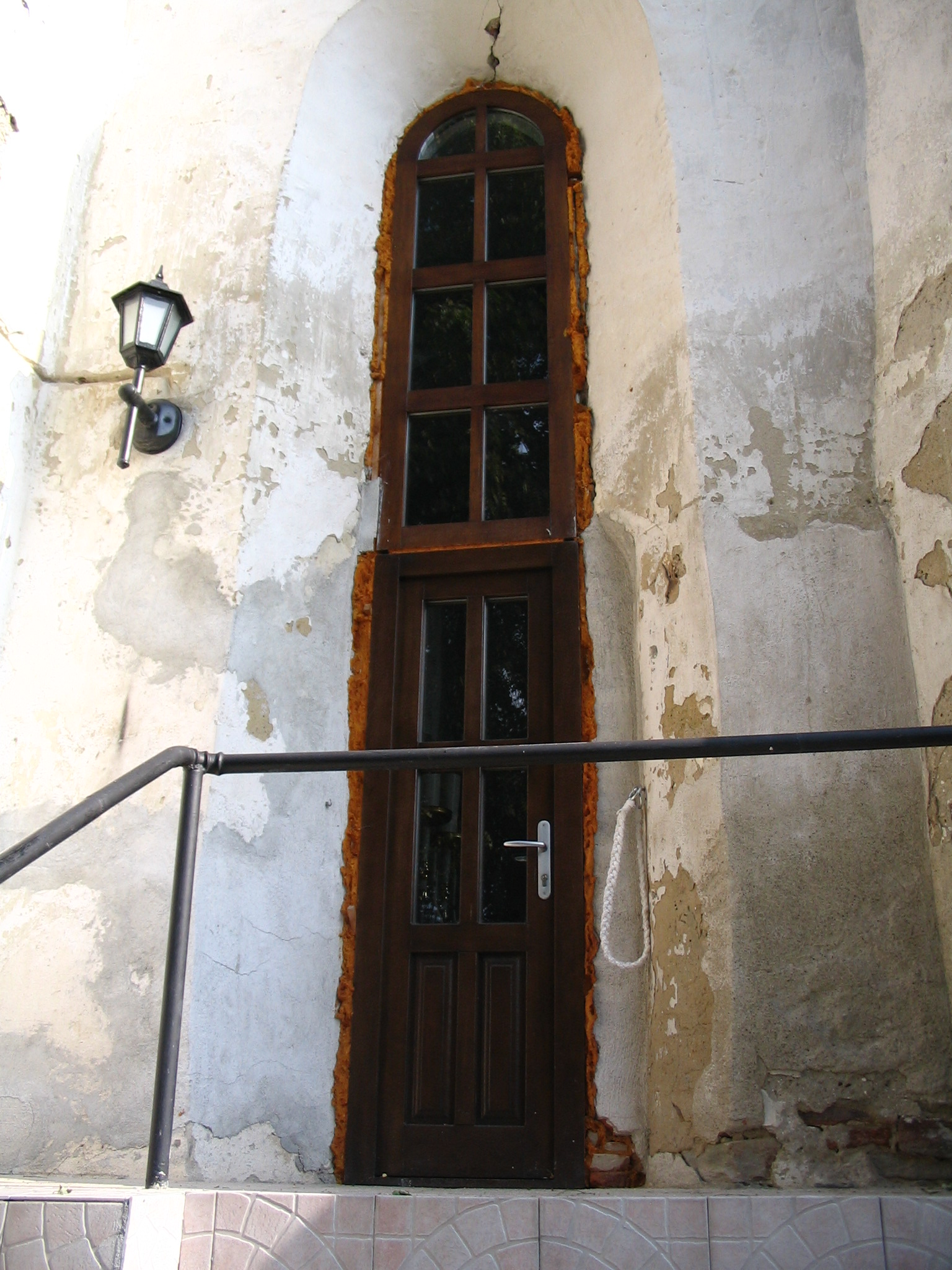
Kirchenburg von Jakobsdorf, Nebeneingang in den Chor nach Verpachtung der Kirchenburg (2008)